# Верховная рада Украины VI созыва
Верховная рада Украины 6-го созыва избрана на внеочередных выборах 30 сентября 2007 года.
В состав Рады прошли представители 5 политических партий и блоков.

## Фракции
|  | Фракция                                  | Руководитель                                                                                             | Кол-во депутатов | Доля голосов |
|  | ---------------------------------------- | --- | ---------------- | ------------ |
|  | «Партия регионов»                        | Виктор Янукович(2007—2010)Николай Азаров(и.о)(19 февраля 2010-11 марта 2010)Александр Ефремов(2010—2012) | 175              | 34,32 %      |
|  | «Блок Юлии Тимошенко»                    | Иван Кириленко                                                                                           | 156              | 30,75 %      |
|  | «Блок Наша Украина-Народная самооборона» | Николай Мартыненко                                                                                       | 72               | 14,17 %      |
|  | «Коммунистическая партия Украины»        | Пётр Симоненко                                                                                           | 27               | 5,38 %       |
|  | Блок Владимира Литвина                   | Владимир Литвин                                                                                          | 20               | 3,96 %       |

## Подготовка к началу работы
6 ноября 2007 года состоялось первое заседание подготовительной группы, которая, согласно Регламенту, должна провести подготовку к открытию первой сессии, разработать ряд проектов, выносимых на неё. Заседание открыл Председатель ВР 5-го созыва Александр Мороз, присутствовали представители БЮТ, НУ-НС и Блока Литвина. Группа утвердила положение о своей работе. При попытке избрания председателя группы произошёл конфликт, в результате которого заседание покинул представитель Блока Литвина. Заседание было закрыто из-за отсутствия кворума
7 ноября была предпринята попытка продолжить работу группы, однако заседание не смогло открыться из-за отсутствия кворума. БЮТ обвинил Партию регионов в срыве начала работы парламента и пригрозил начать работу вне зависимости от участия Партии регионов. Однако это не представляется возможным — согласно Конституции Украины парламент будет легитимным лишь в случае, когда присягу принесут не менее 300 из 450 депутатов.
12 ноября заседание возобновилось. Присутствовали все 30 членов группы. Однако, выбрать председателя им так и не удалось: обе предложенные кандидатуры набрали по 15 голосов.
15 ноября, в результате компромисса, единогласно было избрано руководство группы.
- Глава группы — Раиса Богатырёва (Партия Регионов)
- Заместитель главы — Роман Зварич (НУНС)
- Секретарь группы — Игорь Шаров (Блок Литвина)

Затем группа разделилась на 3 подгруппы, которые занимались отдельными вопросами открытия первого заседания нового созыва.
23 ноября 2007 года в 10.00 открылось торжественное заседание, на котором была зачитана присяга. В 12.00 открылась 1-я сессия нового созыва. Присягу принесло 449 депутатов из 450 избранных (кроме Орлова А. В.).

## 3-я Коалиция
Сформирована коалиция БЮТ + НУНС в составе 227 депутатов. Коалиционное соглашение не подписал Иван Плющ (блок НУНС).
ПР и КПУ приняли решение о работе в «жёсткой оппозиции».
Блок Литвина не присоединился ни к той, ни к другой стороне.

### Руководство
Председателем Верховной рады избран народный депутат Арсений Яценюк, бывший министр иностранных дел. За его избрание проголосовало 227 депутатов при 226 необходимых.

## 4-я Коалиция
Создана в сентябре 2009 года. БЮТ + НУНС + Блок Литвина

### Голосование по премьер-министру и составу Кабинета министров Украины
Кандидатура Юлии Тимошенко на пост премьер-министра утверждена Верховной Радой 18 декабря 2007 года со второй попытки путём поимённого голосования, проведенного без участия электронной системы «Рада» (поднятием руки и произнесением волеизъявления депутата — по списку, который зачитывал председатель счетной комиссии). В голосовании приняли участие 227 депутатов из 450. Тимошенко набрала 226 (при необходимых 226) голосов «За» при одном воздержавшемся.
В ходе первого голосования 11 декабря 2007 года не хватило одного голоса (225 при необходимых 226). При этом два депутата заявили, что они приняли участие в голосовании и голосовали «За», однако электронная система голосования «Рада» на их рабочих местах не сработала. Попытка провести процедуру повторного голосования привела к конфликту, для разрешения которого Президент повторно внёс кандидатуру Тимошенко в парламент.
18 декабря состоялось новое голосование. На этот раз оно было проведено без участия системы «Рада», путём поочерёдного оглашения имён депутатов, которые сообщали своё волеизъявление. В тот же день, 18 декабря 2007 года, по представлению новоизбранного премьер-министра Юлии Тимошенко был утвержден состав кабинета министров с одной вакансией должности вице-премьер-министра.
3 марта 2010 года Верховная Рада Украины отправила в отставку правительство во главе с Юлией Тимошенко. Постановление «Об ответственности кабинета министров Украины» инициировала Партия регионов. Тимошенко согласилась со своей отставкой и перешла в оппозицию.
За постановление проголосовали 172 депутата Партии регионов, семь депутатов Блока Юлии Тимошенко, 15 депутатов фракции «Наша Украина — Народная самооборона», 27 депутатов Компартии, 19 депутатов Блока Литвина, а также три внефракционных депутата. Решение об отставке правительства Тимошенко поддержали 243 народных депутата при 226 необходимых голосах.
Партия регионов назвала главной причиной отставки правительства Тимошенко катастрофическое состояние украинской экономики. Исполняющий обязанности главы фракции «регионалов» Николай Азаров, который считается одним из наиболее вероятных кандидатов на пост премьера, выступая с трибуны Верховной Рады заявил, что годы правления Тимошенко войдут в историю, как «годы уникального провала». «Она шла на выборы с программой „уникальный прорыв“, а вместо этого получили провал, катастрофический провал».

### Кризис
Верховная рада 6-го созыва распущена Президентом Украины 8 октября 2008 года. Досрочные выборы должны были состояться 7 декабря 2008 года, однако последовавшее судебное разбирательство сделало это невозможным. В результате Президент Украины своим Указом приостановил проведение выборов, а 9 декабря была создана 4 коалиция НУНС, БЮТ и Блока Литвина и Владимир Литвин стал спикером Верховной Рады.
2 марта 2010 года на заседании Верховной Рады Украины Владимир Литвин объявил о прекращении деятельности парламентской коалиции, которая была сформирована в 2008 году в связи с тем, что ему не были предоставлены подписи 226 депутатов, состоящих в коалиции, чего требовал Закон «О Регламенте».
Фракцию Блока Литвина и некоторых депутатов фракции НУНС обвинил в развале демократической коалиции лидер фракции БЮТ Кириленко.

## 5-я Коалиция
Коалиция КПУ + Партия регионов + Блок Литвина из 235 народных депутатов под названием укр. «Стабільність і реформи» создана 11 марта 2010 года.
Ратифицированы Харьковские соглашения
30 сентября 2010 года Конституционный суд Украины отменил политическую реформу 2004 года, возвратив Конституцию Украины к её изначальному виду.
1 февраля 2011 года Верховная рада приняла поправки к Конституции, одной из которых срок полномочий Верховной рады продлевался до 5 лет.
В 2011 году Верховная Рада одобрила проект закона Украины "О внесении изменений в Налоговый кодекс Украины этими законодательными изменениями, в частности, освобождаются от обязательной уплаты единого социального взноса за себя предприниматели-«упрощенцы», если они являются пенсионерами по возрасту или инвалидами.
12 декабря 2012 года принесли присягу депутаты Верховной Рады 7-го созыва в связи с чем полномочия Верховной Рады 6-го созыва завершились.